# Gorinchem (stacja kolejowa)
Gorinchem (ned: Station Gorinchem) – stacja kolejowa w Gorinchem, w prowincji Holandia Południowa, w Holandii. Stacja znajduje się na MerwedeLingelijn między Geldermalsen i Dordrecht, która jest częścią Betuwelijn między Elst i Dordrecht.
Stacja została otwarta w 1883 roku, równocześnie z otwarciem Betuwelijn. Przez osiemnaście lat Gorinchem był zachodnim końcem linii, aż pozostała część została otwarta w 1885 roku.
Oryginalny projekt stacji znany jest również jako standardowy typ Sneek i był używany w latach 80. XIX wieku na pięciu holenderskich stacjach kolejowych. Obecnie istnieją 3 tego typu budynki. 
W 1971 roku ukończono budowę nowej stacji w Gorinchem. Stary dworzec, jak wiele starych budynków dworcowych było w złym stanie. Budynki były tak zaprojektowane by utrzymać tę samą funkcję, zwykle z mniejszą powierzchnią. Stacja jest zbliżona do budynku w Emmen, z tym samym falistym dachem. Architekt dworca był Cees Douma.
Pod koniec 2007 roku przewoźnik Arriva otworzył "Arriva Store" na miejscu starej kasy NS. Podróżni mogą w niej kupić bilety oraz znajduje się kawiarnia. Teren stacji jak i parking rowerowy objęty jest monitoringiem.

## Linie kolejowe
- MerwedeLingelijn